# Шитайе Эшете
Шитайе Эшете Хабтегебрель (род. 21 мая 1990) — бахрейнская легкоатлетка эфиопского происхождения, бегунья на средние и длинные дистанции, участница двух летних Олимпийских игр, бронзовая медалистка Азиатских игр 2010 года, многократная чемпионка Азии.

## Спортивная биография
На чемпионате мира 2010 года по бегу по пересечённой местности в польском Быдгоще Шитайе с результатом 25:20 заняла 11-е место. Спустя год бахрейнская бегунья вновь не смогла пробиться в десятку сильнейших, став лишь 12-й. На летних Азиатских играх 2010 года в китайском Гуанчжоу Эшете стала бронзовой медалисткой на дистанции 10 000 метров, уступив на финише лишь двум индийским спортсменкам. В том июле 2011 года Шитайе стала чемпионкой Азии на 10 000 метров, пробежав за 32:47,80. Спустя всего несколько дней бахрейнская бегунья завоевала вторую значимую золотую медаль, став победительницей Всемирных игр военнослужащих на дистанции 5000 метров. На чемпионате мира в Тэгу Шитайе установила новый рекорд Бахрейна в беге на 10 000 метров, пробежав дистанцию с результатом 31:21,57, что позволило ей занять высокое 6-е место, уступив лишь спортсменкам из Кении и Эфиопии. В декабре 2011 года Эшете стала второй на Панарабских играх, проиграв лишь 0,01 секунды своей соотечественнице Теджиту Дабе. В феврале 2012 года на чемпионате Азии в помещении бахрейнская бегунья стала первой на дистанции 3000 метров. Спустя три месяца Эшете была близка к завоеванию медали на аналогичной дистанции на мировом первенстве в Стамбуле, но пришла к финишу только 5-й.
В августе 2012 года Эшете приняла участие в летних Олимпийских играх в Лондоне. Бахрейнская бегунья выступала сразу в двух дисциплинах. На дистанции 10 000 метров Эшете долгое время держалась в лидирующей группе. На половине дистанции она входила в число шести бегуний, которым удалось оторваться от остальных спортсменок, но вскоре Шитайе не смогла удерживать высокий темп бега и к отметке в 8000 метров она довольно много уступала 4 лидирующим бегуньям. На финиш Эшете прибежала 6-й, показав время 30:47,25. Этот результат также стал новым рекордом Бахрейна. На дистанции вдвое короче Шитайе только по дополнительным показателям смогла отобраться в финал. В решающем забеге Эшете замкнула десятку сильнейших, пробежав дистанцию за 15:19,13. В марте 2013 года Шитайе была близка к завоеванию личной медали на чемпионате мира по бегу по пересечённой местности, но к финишу пришла только 4-й, однако при этом высокий результат, показанный бахрейнской бегуньей, позволил сборной занять третье место в командном зачёте. Летом 2013 года Эшете защитила титул чемпионки Азии на 10 000 метров, улучшив свой результат двухлетней давности почти на 30 минут (32:17,29), установив при этом рекорд азиатских чемпионатов. Также на счету Шитайе серебро на дистанции вдвое короче. На чемпионате мира в Москве Эшете вновь не смогла попасть в число 5 сильнейших, придя к финишу 6-й.
В 2014 году приостановила свою карьеру, родив ребёнка. В сентябре 2015 года вновь начала участвовать в соревнованиях, выступив на этапе IAAF Road Race Label Events в Праге. После возвращения в спорт Эшете сосредоточилась на беге на марафонских дистанциях. Летом 2016 года Шитайе была включена в состав сборной Бахрейна для участия в марафоне на летних Олимпийских играх в Рио-де-Жанейро. На отметке в 10 км Эшете держалась в группе лидеров, но уже после 15-километровой отсечки бахрейнская бегунья сошла с дистанции.
В 2018 году стала победительницей Гамбургского марафона.